# 지미 존스톤

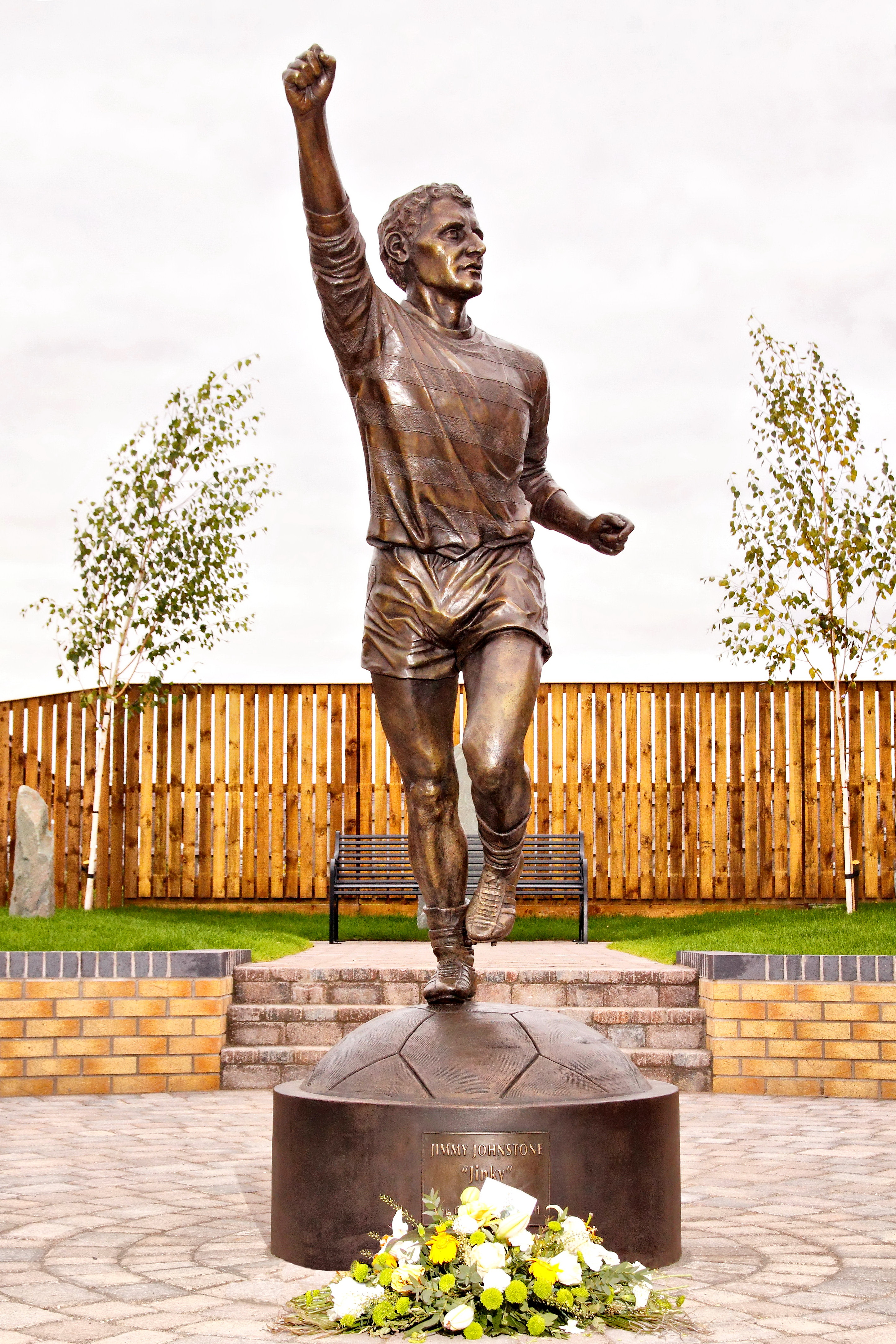
업딩스톤에 있는 기념 정원에 있는 지미 존스톤 동상

제임스 코널리 "지미" 존스톤(James Connolly "Jimmy" Johnstone, 1944년 9월 30일 ~ 2006년 3월 13일)은 스코틀랜드의 전 축구 공격수였다. 징키(Jinky)라는 애칭으로 불렸다.
1961년 스코틀랜드의 셀틱 FC에서 데뷔했으며, 1966-67 시즌 팀이 스코틀랜드 풋볼 리그, 유러피언컵, 스코틀랜드 컵에서 모두 우승을 차지하는 데 크게 기여하며 팀의 트레블 달성에 공헌하였다. 이후에도 꾸준히 좋은 활약을 선보이며 1975년까지 총 308경기에 출전해 82골을 득점하였고, 총 스코틀랜드 풋볼 리그 9회 우승과 스코틀랜드 컵 4회 우승, 유러피언컵 1회 우승과 1회 준우승을 차지하였다. 이후 새너제이 어스퀘이크스, 셰필드 유나이티드 FC, 던디 FC, 셸본 FC를 거쳐 1979년 엘진 시티 FC에서 은퇴하였다.
또한 2000년 스코틀랜드 축구 국가대표팀에 정식으로 데뷔한 뒤, 총 23경기에 출전해 4골을 넣었으며, 1974년 FIFA 월드컵에 참가하기도 했다.
2001년 11월부터 신경계 질병인 근위축성 측색 경화증으로 투병 생활을 하였으며, 이후 질병에 대한 경각심을 갖고 자선 모금 행사에 참여하거나 줄기세포 연구를 적극 지지하는 활동을 펴기도 했다. 또한 심플 마인즈의 짐 커와 함께 〈더티 올드 타운〉의 리메이크 버전을 발표하기도 했다. 그 뒤 2006년 3월 13일 랭커셔에 있는 자신의 집에서 사망했다.
그 해 3월 17일인 성 파트리치오의 날에 셀틱 파크에서 존스톤을 기리기 위한 행사가 개최되었으며, 소속팀인 셀틱의 팬들을 포함한 여러 클럽의 팬들이 참여했다. 또한 2006년 셀틱 FC와 던펌린 애슬레틱 FC과의 스코틀랜드 리그 컵 결승전에서 존스톤을 추모하기 위한 의식이 거행되었으며, 셀틱의 선수 전원은 존스톤이 사용했던 번호인 7번이 적혀 있는 유니폼을 입고 경기를 했다.
또한 2004년 존스톤을 소재로 한 다큐멘터리 작품인 《지미 존스톤: 로드 오브 더 윙》이 상영되었으며, 스코틀랜드의 희극인인 빌리 코널리가 나레이터를 맡았다. 2005년 페테르 칼 파베르제의 손녀인 사라가 존스톤을 소재로 하여 보석으로 된 19개의 부활절 달걀 장식을 선보이기도 했고, 2011년 업딩스톤에 존스톤의 가족들과 트레블을 달성했던 1966-67 시즌 당시 팀 동료들에 의해 기념 정원이 건립되었다.